# Gymnema griffithii
Gymnema griffithii är en oleanderväxtart som beskrevs av William Grant Craib. Gymnema griffithii ingår i släktet Gymnema och familjen oleanderväxter. Inga underarter finns listade i Catalogue of Life.